# 王育 (明朝)
王育（1418年—？），字養民，山東濟南府泰安州人，民籍。明朝政治人物。進士出身。

## 生平
山東鄉試第十一名。正統十三年（1448年）戊辰科會試第一百四十五名，殿試登進士第三甲第五十三名。

## 家族
曾祖父王友諒。祖父王忠。父亲王珪，曾任山西夏縣教諭。